# Rockets de Houston
Maillots
Actualités
Les Rockets de Houston (en anglais : Houston Rockets, « les fusées de Houston ») sont une franchise de basket-ball de la National Basketball Association (NBA) basée à Houston dans l'État du Texas. Ils concourent dans la NBA en tant qu’équipe membre de la conférence Ouest, au sein la division Sud-Ouest de la ligue. L’équipe joue ses matchs à domicile au Toyota Center, situé au centre-ville de Houston.
L’équipe a été créée en 1967 sous le nom de Rockets de San Diego, une équipe d’expansion basée à l’origine à San Diego. En 1971, les Rockets déménagent à Houston.
Lors de la draft 1968, les Rockets reçoivent le premier choix et sélectionnent Elvin Hayes, qui mène l’équipe à sa première apparition en playoffs dans sa saison rookie. Lors de la saison 1976-1977, ils récupèrent Moses Malone qui remporte deux fois le titre de Most Valuable Player (MVP) avec les Rockets et mène Houston à la finale de la conférence Est dans sa première année avec l’équipe. En 1981, menés par Malone, les Rockets font leur première apparition en finales NBA où ils perdent en six matchs contre les Celtics de Boston, menés par Larry Bird, Robert Parish, et le futur entraîneur des Rockets, Kevin McHale.
Dans la draft 1984, une fois de plus avec le premier choix, les Rockets sélectionnent Hakeem Olajuwon, qui devient la pierre angulaire de la période la plus réussie de l’histoire de la franchise. Avec Ralph Sampson, ils forment l’une des raquettes les plus grandes de la NBA. Surnommés les « Twin Towers », ils mènent l’équipe à la finale de la NBA en 1986, où Houston est de nouveau vaincu par les Celtics de Boston. Rudy Tomjanovich prend la relève en tant qu’entraîneur au milieu de la saison 1991-1992, inaugurant ainsi la période la plus réussie de l’histoire de la franchise. Menés par Olajuwon, les Rockets dominent la saison 1993-1994 et atteignent les finales NBA en 1994 et remportent le premier titre de la franchise contre Patrick Ewing et les Knicks de New York. Au cours de la saison suivante, renforcés par un autre All-Star, Clyde Drexler, les Rockets conservent leur titre contre le Magic d'Orlando, où jouent les jeunes Shaquille O'Neal et Penny Hardaway.
Les Rockets du début des années 2000, menés par les superstars Tracy McGrady et Yao Ming, réalisent de bonnes saisons régulières mais de mauvaises campagnes de playoffs. Après la retraite anticipée de Yao en 2011, les Rockets entrent dans une période de reconstruction.
L’acquisition de James Harden en 2012 relance les Rockets dans la course au titre au milieu des années 2010. Au cours de son passage, Houston réalise la meilleure saison régulière de son histoire avec un bilan de 65 victoires et 17 défaite lors la saison 2017-2018 où Harden est élu MVP. Mais les Rockets ne font jamais mieux que des Finales de conférence en 2015 et 2018 alors que des joueurs All-Star tels que Dwight Howard, Chris Paul et Russell Westbrook se succèdent.
Après le départ de Harden au cours de la saison 2020-2021, les Rockets entrent a nouveau dans une période de reconstruction, en visant la draft et les jeunes talents.
Moses Malone (en 1979 et 1982), Hakeem Olajuwon (en 1994) et James Harden (en 2018) remportent le titre de MVP de la saison régulière tout en jouant pour les Rockets, pour un total de quatre trophées de MVP à eux trois.

## Historique de la franchise

### 1967-1971: Débuts à San Diego

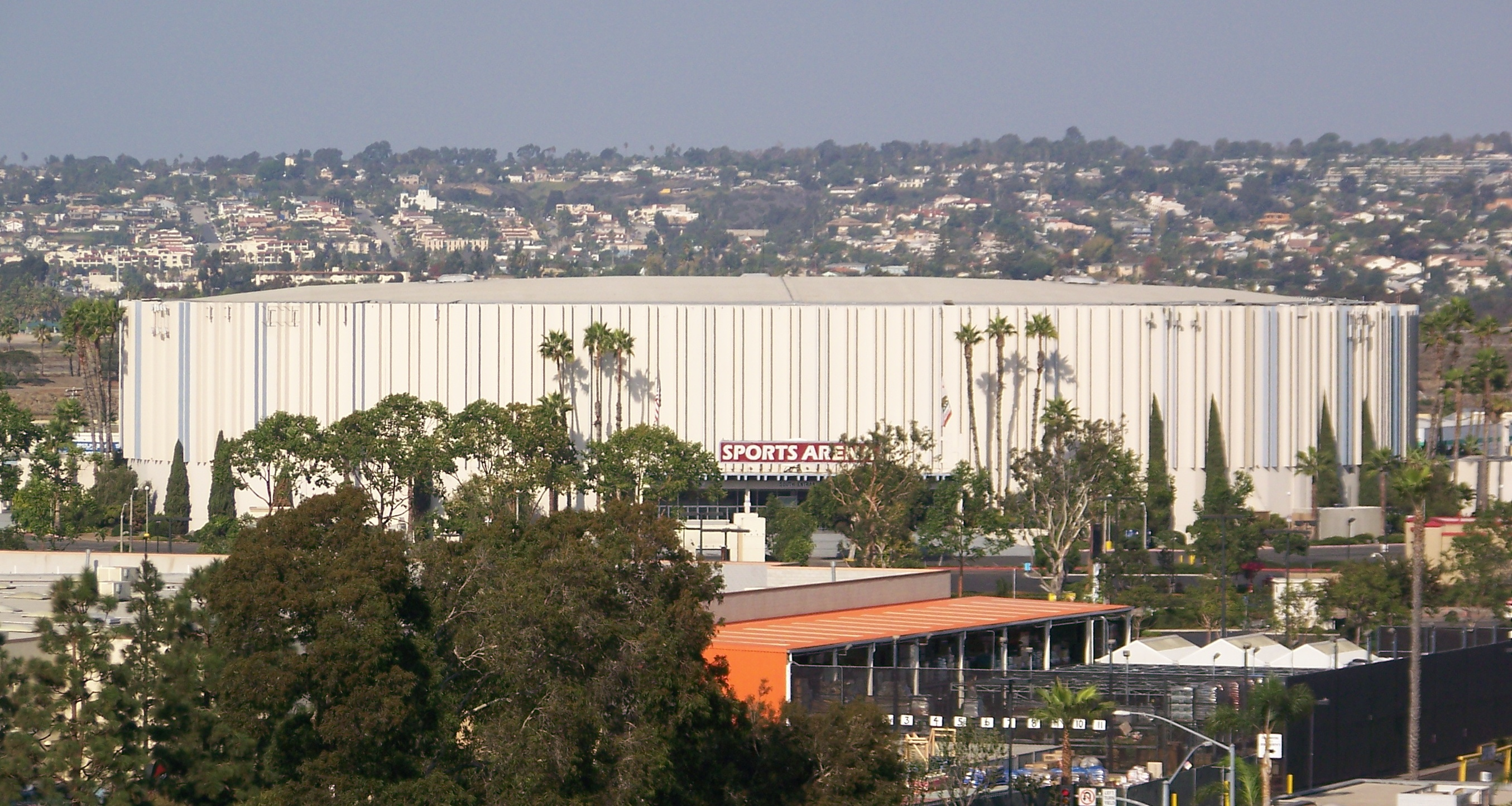
Durant les années à San Diego, ils jouent à la San Diego Sports Arena

Les Rockets sont fondés en 1967 à San Diego par Robert Breitbard, qui paye un droit d’entrée de 1,75 million de dollars pour rejoindre la NBA en tant qu’équipe d’expansion pour la saison 1967-1968 en compagnie des Supersonics de Seattle. Breitbard fait venir Jack McMahon, alors entraîneur des Royals de Cincinnati, pour endosser le rôle d’entraîneur et de manager général des Rockets. Lors de la draft 1967, l'équipe choisit le joueur, Pat Riley. Leur première victoire s'est produite contre les SuperSonics de Seattle sur le score de 121-114 où Johnny Green enregistre 30 points et 25 rebonds pour les Rockets. Le match suivant, les SuperSonics tiennent une avance de 15 points sur la première mi-temps contre les Rockets, puis ces derniers entament un retour pour forcer la prolongation. Cependant, les SuperSonics remportent le match, 117-110. Art Williams enregistre le tout premier triple-double de l’histoire de la franchise avec 17 points, 15 rebonds et 13 passes décisives pour les Rockets. Les Rockets perdent 67 matchs au cours de leur saison inaugurale, un record NBA pour le nombre de défaites au cours d’une saison à l’époque.
En 1968, après que les Rockets ont gagné un tirage au sort contre les Bullets de Baltimore pour déterminer qui aurait le premier choix de la draft 1968, ils choisissent Elvin Hayes. Hayes améliore le bilan des Rockets à 37 victoires et 45 défaites, assez pour faire une première apparition en séries éliminatoires en 1969, mais les Rockets perdent en demi-finale de la division Ouest contre les Hawks d'Atlanta, 4-2. Malgré les ajouts de Calvin Murphy et de Rudy Tomjanovich, les Rockets enregistrent un bilan de 67-97 au cours des deux saisons suivantes et ne font pas les playoffs. En raison de la faible fréquentation, Breitbard cherche à vendre l’équipe.

### 1971-1976: Déménagement à Houston et premières saisons
En 1971, Texas Sports Investments achète la franchise pour 5,6 millions de dollars et l'équipe déménage à Houston. La franchise devient la première équipe de la NBA au Texas et le surnom "Rockets" prend encore plus d’importance après le déménagement, compte tenu de la connexion de Houston à l’industrie spatiale.
Avant le début de la saison 1971-1972, Alex Hannum part pour les Rockets de Denver de l’American Basketball Association et Tex Winter est embauché à sa place. Les Rockets perdent les six premiers matches de la saison avec un écart d’environ 15 points par match. Leur première victoire de la saison survient le 26 octobre 1971, avec une victoire 104-103 sur les Pistons de Détroit. Ensuite, les Rockets perdent 8 matchs successivement. Cependant, des affrontements entre Winter et Hayes, en raison d’un système qui était en contraste avec le style offensif auquel Hayes était habitué, poussent Hayes à demander un échange, en partant pour les Bullets de Baltimore à la fin de la saison.
À cette époque, les Rockets adoptent un nouveau logo jaune et rouge et de nouveaux uniformes, utilisés jusqu’à la fin de la saison 1994-1995. Winter part après une série de dix défaites, et est remplacé par Johnny Egan. Egan mène les Rockets à nouveau vers les playoffs en 1975, où la franchise remporte le premier tour contre les Knicks de New York, perdant par la suite contre les Celtics de Boston en 5 matchs. À cette époque, les Rockets gagnent en popularité à Houston.

### 1976-1984: L'ère Malone
Au cours de la saison 1975-1976, les Rockets ont finalement eu une salle permanente à Houston alors qu’ils s’installaient dans The Summit pour les 29 années suivantes. Au cours de la période, la franchise a été détenue par Kenneth Schnitzer, développeur de la Greenway Plaza. Après avoir raté les playoffs 1976, Tom Nissalke a été embauché comme entraîneur, et a ajouté au sein de l'effectif John Lucas et un pivot tel que Moses Malone, qu’il avait entraîné dans l’ABA. Les ajouts ont eu un impact immédiat, les Rockets de 1976-1977 remportant la division centrale et allant jusqu’à la finale de la conférence Est, perdant contre les 76ers de Philadelphie de Julius Erving en 6 matchs. La saison suivante a vu l’équipe régresser à seulement 28 victoires en raison d’une blessure du capitaine Rudy Tomjanovich, qui a reçu de nombreuses fractures au visage après avoir été frappé par Kermit Washington des Lakers de Los Angeles. Après avoir échangé Lucas contre les Warriors de Golden State en échange de Rick Barry, les Rockets sont retournés aux séries éliminatoires en 1979, avec Moses Malone qui a reçu le titre de MVP en 1979, mais l’équipe a été éliminée 2-0 par Atlanta au premier tour. Nissalke a été congédié et l’adjoint Del Harris a été promu entraîneur.
En 1979, George Maloof, un homme d’affaires d’Albuquerque, au Nouveau-Mexique, a acheté les Rockets pour 9 millions de dollars. Il meurt l’année suivante et, tandis que la famille Maloof manifestait de l’intérêt pour la vente de l’équipe, le fils de 24 ans, George Gavin, reprit les Rockets. Un acheteur a finalement été trouvé en 1982, puisque Charlie Thomas et Sidney Shlenker ont acheté la franchise pour 11 millions de dollars. Les Maloofs seraient plus tard propriétaires des Kings de Sacramento de 1998 à 2013. La période Maloof a marqué la première période dominante des Rockets, soulignée par la première apparition de l’équipe en finales NBA en 1981. Avant la saison 1980-1981, l’arrivée des Mavericks de Dallas a mené à un réalignement de la NBA qui a renvoyé les Rockets dans la Conférence Ouest. Houston s’est qualifié pour les playoffs au dernier match de la saison avec un bilan de 40-42. Lors des playoffs, les Rockets ont battu les Lakers de Los Angeles, puis leurs rivaux dans l’état, les Spurs de San Antonio, et les Kings de Kansas City pour devenir seulement la deuxième équipe dans l’histoire de la NBA (après les Lakers de Minneapolis en 1959) à accéder à la finale après avoir un bilan négatif en saison régulière. En finales NBA, face aux Celtics de Boston de Larry Bird, les Rockets ont pris une avance dans le match 1 et ont remporté le match 2 au Boston Garden. Cependant, par la suite, l’équipe n’a pas réussi à capitaliser sur le succès précoce contre les Celtics, et a finalement perdu en six matchs.
Alors que le nouveau propriétaire Charlie Thomas exprimait son intérêt pour le renouvellement de Moses Malone, qui était de nouveau MVP en 1982, les Rockets l’ont échangé contre les 76ers de Philadelphie pour Caldwell Jones, car une économie régionale en déclin a rendu les Rockets incapables de payer le salaire de Malone. Les Rockets ont alors terminé avec le pire bilan de la ligue à 14-68. L’entraîneur des Celtics, Bill Fitch, a été embauché pour remplacer Del Harris et l’équipe a remporté le premier choix de la draft 1983, utilisé pour sélectionner Ralph Sampson. Sampson a eu une bonne production et a reçu le titre de rookie de l’année, mais les Rockets ont quand même terminé derniers au classement général, obtenant à nouveau le premier choix de la draft 1984.

### 1984-2001: L'ère Olajuwon

#### 1984-1987: Les "Twin Towers"

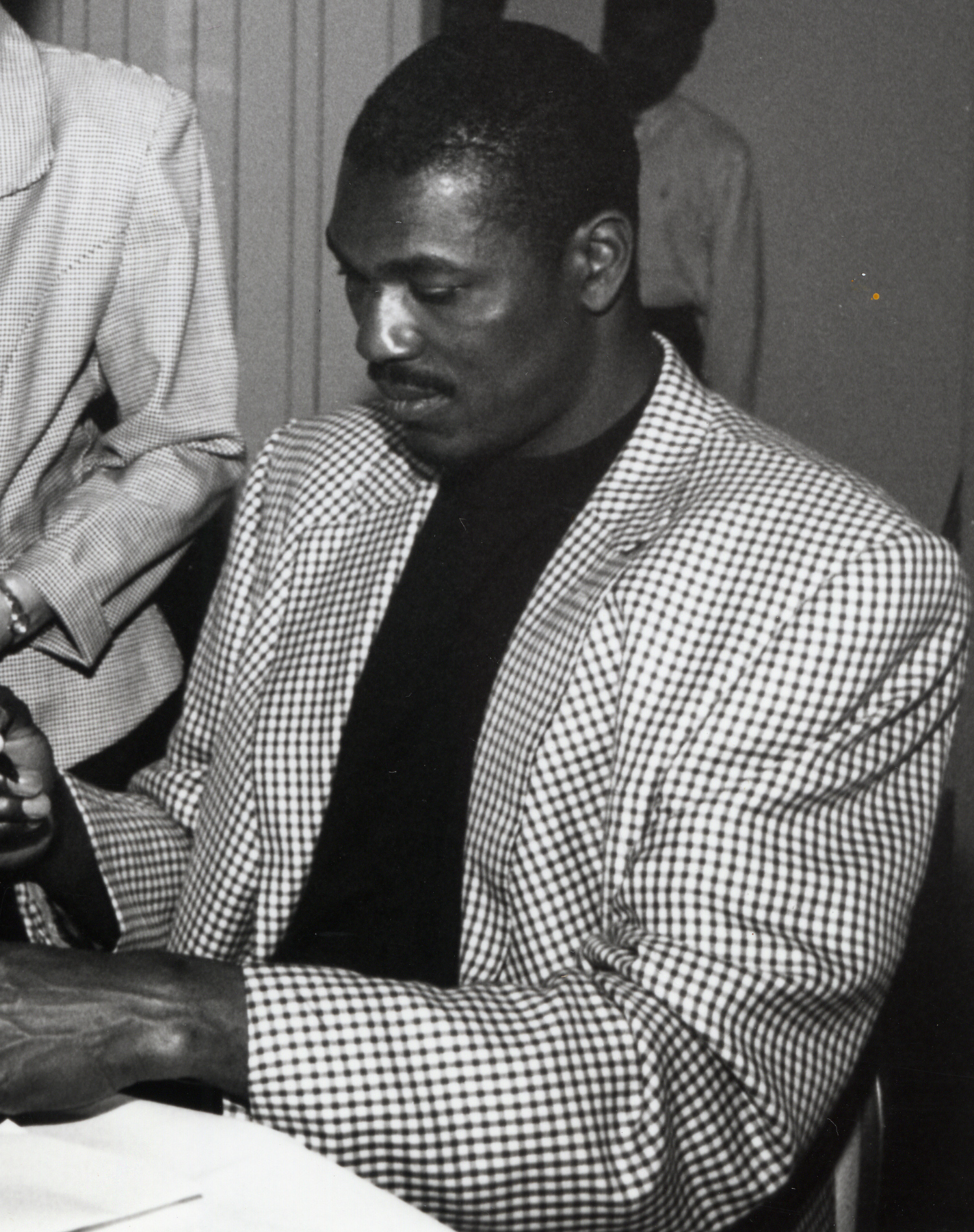
Hakeem Olajuwon

Avec ce premier choix lors de la draft 1984, la franchise sélectionne Hakeem Olajuwon, joueur issu de l'Université locale de Houston. Il finira 2e à l'élection de rookie de l'année derrière l'intouchable Michael Jordan. Le bilan des Rockets s’est amélioré de 19 victoires, ce qui est suffisant pour revenir en playoffs en tant que troisième meilleure équipe de l’Ouest, où ils ont été éliminés par le Jazz de l'Utah. Le duo Olajuwon-Sampson a reçu beaucoup d’éloges et a été surnommé "Twin Towers". La saison suivante, Houston remporte le titre de la division Midwest avec un bilan de 51-31. Les playoffs suivants ont vu les Rockets balayer les Kings de Sacramento, puis une série de six matchs difficiles face à Alex English et les Nuggets de Denver, enfin gagner la finale de conférence face aux Lakers de Los Angeles, champions en titre. Les finales NBA 1986 ont une fois de plus les Rockets face aux Celtics de Boston. Les Celtics ont remporté les deux premiers matchs à Boston, donné aux Rockets leur seule défaite à domicile en playoffs cette saison dans le match 4, et a remporté le titre où Bird a réalisé un triple-double sur le match 6.
L’équipe a connu un mauvais début de saison 1986-1987, alors que les joueurs se blessent ou sont suspendus pour consommation de cocaïne, et pendant les playoffs, ils ont été défaits en demi-finale de conférence par les SuperSonics de Seattle en six matchs. Le dernier match, en double prolongation, a vu Olajuwon marquer 49 points, 25 rebonds et 6 contres lors de la défaite.
Au début de la saison 1987-1988, Sampson, qui avait signé un nouveau contrat, a été échangé aux Warriors de Golden State, ce qui a mis fin à l’ère des Twin Towers seulement 18 mois après leur apparition en finale. La carrière prometteuse de Sampson a été écourtée en raison de blessures chroniques au genou, ce qui l’a forcé à prendre sa retraite en 1991.

#### 1987-1993: Années difficiles
Au cours des cinq saisons suivantes, les Rockets n’ont pas réussi à se qualifier pour les playoffs ou ont été éliminés au premier tour. La première élimination en 1988 a conduit à la destitution de Bill Fitch, Don Chaney le remplaçant comme entraîneur. Chaney a connu sa meilleure saison en 1990-1991, où il a été nommé entraîneur de l’année après avoir mené les Rockets à un bilan de 52-30 malgré l’absence d’Olajuwon en raison de blessures pendant 25 matchs. Malgré les chiffres habituels d’Olajuwon, la formation décevante n’a pas su exceller. Cependant, les tentatives de reconstruction du noyau de l’équipe ont intégré des joueurs qui auront plus tard un certain impact, tels que Kenny Smith, Vernon Maxwell, Robert Horry, Mario Elie, Sam Cassell et Otis Thorpe.
Au milieu de la saison 1991-1992, avec le bilan de seulement 26-26, Chaney est congédié et remplacé par son assistant Rudy Tomjanovich, lui-même ancien joueur de Houston. Bien que les Rockets n’aient pas participé aux playoffs, l’arrivée de Tomjanovich a été considérée comme un pas en avant. Au cours de la saison suivante, les Rockets ont amélioré leur bilan de 13 victoires, obtenant le titre de division, et remportant leur première série éliminatoire en 6 ans en battant les Clippers de Los Angeles, avant une élimination par les SuperSonics de Seattle dans une défaite en prolongation d'un match 7 très disputé.

#### 1993-1995: Titres NBA consécutifs
Le 30 juillet 1993, Leslie Alexander a acheté les Rockets pour 85 millions de dollars. La saison 1993-1994, deuxième année complète de Tomjanovich en tant qu’entraîneur, les Rockets ont démarré la saison avec 15 victoires consécutives. Leur première défaite de la saison a eu lieu le 3 décembre 1993, lorsque les Hawks d'Atlanta, menés par Dominique Wilkins avec 27 points, ont défait les Rockets, 133-111. Les Rockets avaient ensuite remporté leurs 16 premiers matchs sur 17, égalant les Capitols de 1948-1949 pour le meilleur début de 17 matchs dans une saison. Le 9 décembre, Olajuwon a enregistré 28 points, 16 rebonds et 4 contres alors que les Rockets battaient le Heat de Miami en prolongation pour remporter leur 18e match de la saison. Menés par Olajuwon, qui a été nommé MVP et défenseur de l'année, les Rockets ont remporté 58 matchs, un record de franchise à l’époque. Après avoir rapidement éliminé les Trail Blazers de Portland en quatre matchs, ils ont ensuite affronté les Suns de Phoenix, menés par Charles Barkley. Dans les deux premiers matchs, les Rockets se sont inexplicablement effondrés pour permettre aux Suns de prendre une avance de 2 à 0 en revenant à Phoenix. Les journaux locaux ont étiqueté Houston comme "Choke City", que les Rockets ont pris à cœur et sont finalement revenus pour gagner la série en sept matchs. "Choke City" est alors devenu "Clutch City". Les Rockets ont ensuite rapidement défait John Stockton et Karl Malone du Jazz de l'Utah en cinq matchs pour avancer à leur troisième finale NBA. Les Knicks de New York ont pris une avance de 3-2, mais les Rockets ont remporté les deux derniers matchs sur leur terrain et remporté le premier titre NBA de l’histoire de la franchise. Olajuwon a obtenu le titre de MVP des Finales, après avoir obtenu en moyenne 27 points, 9 rebonds et 4 contres par match.
Les Rockets ont d’abord connu des difficultés au cours de la première moitié de la saison 1994-1995, qu’ils ont corrigées en envoyant Otis Thorpe aux Trail Blazers de Portland en échange de Clyde Drexler. Avec seulement 47 victoires, les Rockets ont participé aux playoffs en tant que 6e tête de série de la conférence Ouest. Malgré tout, une solide campagne a permis aux Rockets de battre les trois meilleures équipes de l’Ouest – le Jazz, les Suns et les Spurs – pour atteindre leur deuxième finale consécutive, cette fois contre le Magic d'Orlando, mené par Shaquille O'Neal et Penny Hardaway. Lorsque Houston a remporté la série finale en quatre matchs, ils sont devenus la première équipe de l’histoire de la NBA à remporter le titre en étant classé 6e de sa conférence. Olajuwon a de nouveau été élu MVP des Finales, devenant seulement le deuxième joueur, après Michael Jordan, à remporter ce prix deux années de suite. C’est sur le sol de The Summit que Rudy Tomjanovich a déclaré : « Ne sous-estimez jamais le cœur d’un champion ! ».

#### 1995-2002: L'après titre et reconstruction
Pendant l'intersaison, les Rockets ont changé d’identité visuelle, faisant du bleu marine et de l’argent les nouvelles couleurs primaires tout en adoptant un nouveau logo inspiré d'une bande dessinée et des maillots rayés. Les Rockets remportent 48 matchs lors de la saison 1995-1996, au cours de laquelle Olajuwon devient le meilleur contreur de l'histoire de la NBA. Les playoffs ont vu les Rockets battre les Lakers de Los Angeles avant d'être balayé par les SuperSonics de Seattle.
Avant le début de la saison suivante, les Rockets ont envoyé quatre joueurs aux Suns de Phoenix en échange de Charles Barkley. Le « Big Three » Olajuwon-Drexler-Barkley a résulté d'une belle saison avec un bilan de 57-25, allant jusqu’à la finale de la conférence Ouest avant de perdre contre le Jazz de l'Utah, 4-2, avec un tir spectaculaire à la dernière seconde de John Stockton.
La saison 1997-1998 a été marquée par des blessures, et Houston a terminé à 41-41 avec la 8e place dans la conférence, ce qui a mené à une autre élimination par le Jazz. Drexler a pris sa retraite après la saison et les Rockets ont acquis Scottie Pippen pour le remplacer.
Lors du lock-out de la saison 1998-1999, les Rockets ont perdu contre les Lakers de Los Angeles lors du premier tour des playoffs. Après la draft de 1999, les Rockets ont réalisé un transfert pour le deuxième choix, Steve Francis, des Grizzlies de Vancouver, en échange de quatre joueurs et d’un premier choix de draft. Cependant, après que Houston eut échangé Pippen, mécontent, contre les Trail Blazers de Portland, et que Barkley eut subi une blessure qui a mis fin à sa carrière, les Rockets ont eu un bilan de 34-48 et raté les playoffs pour la deuxième fois seulement en 15 ans.
Lors de la saison 2000-2001, les Rockets ont atteint un bilan de 45-37. Cependant, dans une conférence Ouest compétitive où sept équipes ont remporté 50 matchs, cela a laissé les Rockets deux victoires hors des playoffs. Au cours de l'intersaison, Olajuwon âgé 38 ans, a demandé un transfert et, bien qu’ils aient exprimé le désir de le garder, les Rockets ont conclu un accord l’envoyant aux Raptors de Toronto.
La saison 2001-2002, première sans Hakeem en deux décennies, n’a pas été remarquable, et les Rockets n’ont remporté que 28 victoires.

### Les années 2000: L'ère Ming-McGrady

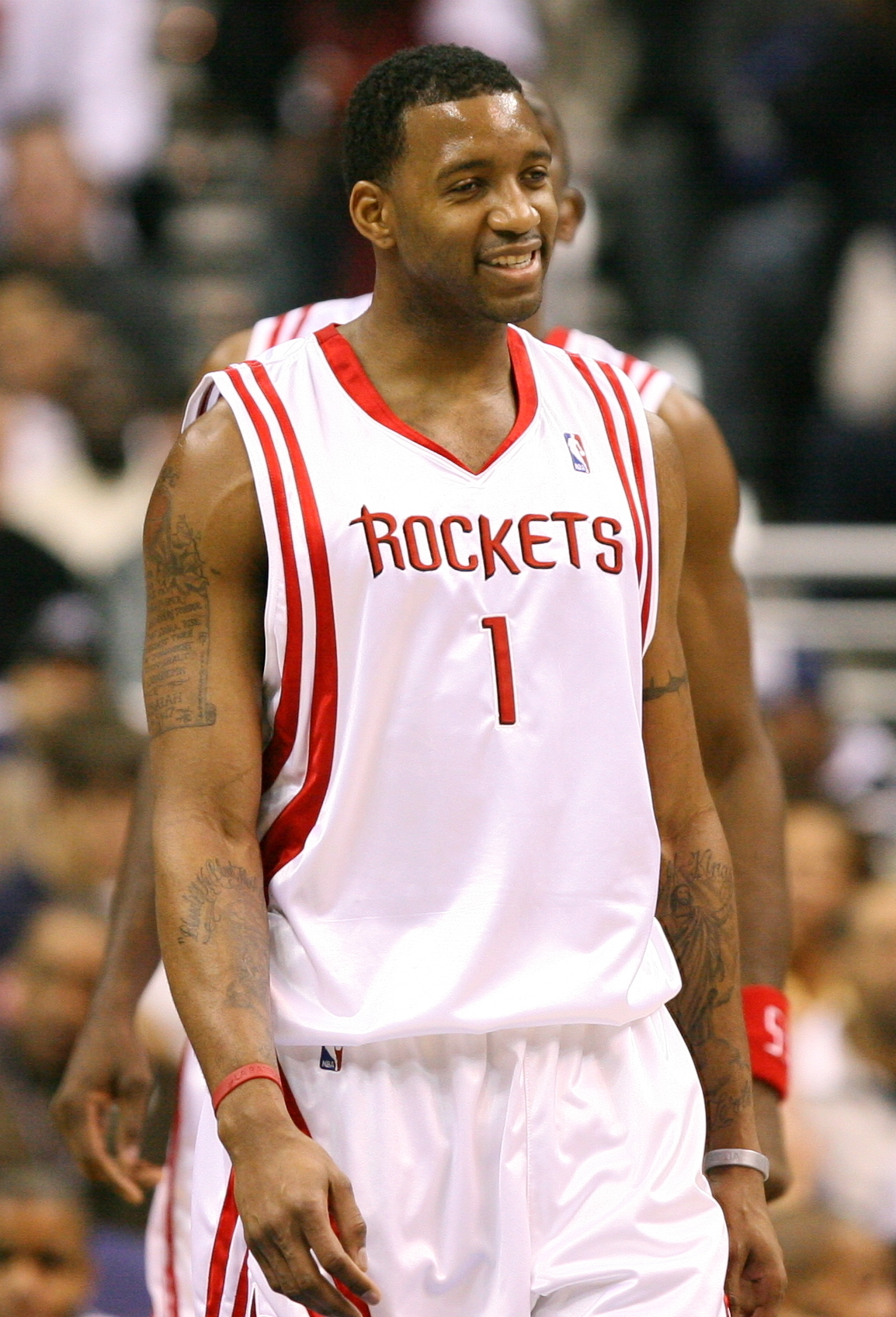
Tracy McGrady

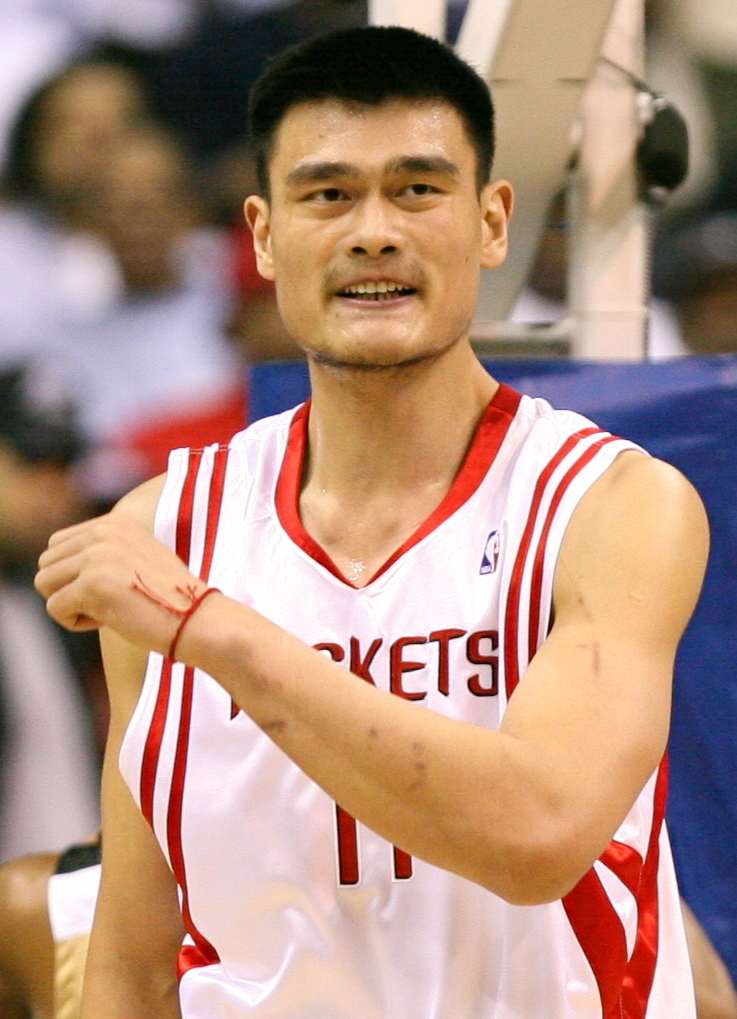
Yao Ming

Après que Houston a reçu le premier choix de la draft 2002, ils ont choisi Yao Ming, un pivot chinois de 2,29 m. Les Rockets ont raté les playoffs 2003 d’un seul match, améliorant leur bilan de 15 victoires.
La saison 2003-2004 a marqué l’arrivée des Rockets dans une nouvelle salle, le Toyota Center, une refonte de leurs uniformes et de leur logo, et leur première saison sans Rudy Tomjanovich, qui a démissionné de son poste d’entraîneur après avoir reçu un diagnostic de cancer de la vessie. Menés par l’ancien entraîneur des Knicks de New York, Jeff Van Gundy, les Rockets ont terminé la saison régulière avec un bilan de 45-37, remportant leur première place en playoffs depuis 1999, perdant de nouveau contre les Lakers de Los Angeles au premier tour.
Pendant l'intersaison, Houston a connu des changements majeurs dans l'effectif lorsque les Rockets ont acquis Tracy McGrady dans un échange de sept joueurs avec le Magic d'Orlando. McGrady et Yao Ming ont formé un bon duo qui a aidé les Rockets à remporter 22 matchs consécutifs dans la saison 2007-2008, qui était à l’époque la 3e série de victoires la plus longue de l’histoire de la NBA. Malgré tout, le duo était sujet aux blessures – des 463 matchs de la saison régulière pour lesquels ils étaient coéquipiers, Yao en a raté 146 et McGrady 160 – et n’a remporté aucune série éliminatoire. Après l’élimination de 2007, Van Gundy a été congédié et les Rockets ont embauché Rick Adelman pour le remplacer.
Pour la saison 2008-2009, les Rockets ont signé l'ailier Ron Artest. Alors que McGrady n’a joué que la moitié des matchs avant de subir une intervention chirurgicale, les Rockets ont terminé la saison à 53-29, ce qui est suffisant pour la cinquième place de la conférence Ouest. Pendant les playoffs, les Rockets ont battu les Trail Blazers de Portland 4-2, remportant leur série depuis 1997. Cependant, lors du second tour contre les Lakers de Los Angeles, les Rockets ont perdu 4-3 et Yao Ming a subi une autre blessure, cette fois une fracture du pied gauche.

### 2009-2012: Reconstruction
Au cours de la saison 2009-2010, les Rockets ont vu les départs d’Artest pendant l'intersaison et de McGrady, Joey Dorsey et Carl Landry pendant les échanges de mi-saison. Malgré l'apport de Kevin Martin, arrivé des Kings de Sacramento, et Aaron Brooks, qui sera finalement élu comme le joueur ayant eu la meilleure progression de l'année, les Rockets n’ont pas pu se rendre aux playoffs, terminant à 42-40, 3e dans la division Sud-Ouest. Les Rockets ont terminé également neuvième de la conférence Ouest pour les deux saisons suivantes, tandis que Yao Ming sera victime de blessures et prendra sa retraite dans l'intersaison 2011. Lors du lock-out de 2011, Adelman est renvoyé et le manager général, Daryl Morey décide de commencer une refonte des Rockets basée sur l'analyse des statistiques avancées. Kevin McHale a été nommé entraîneur, et l'effectif a connu des changements importants.

### 2012-2021: L'ère Harden

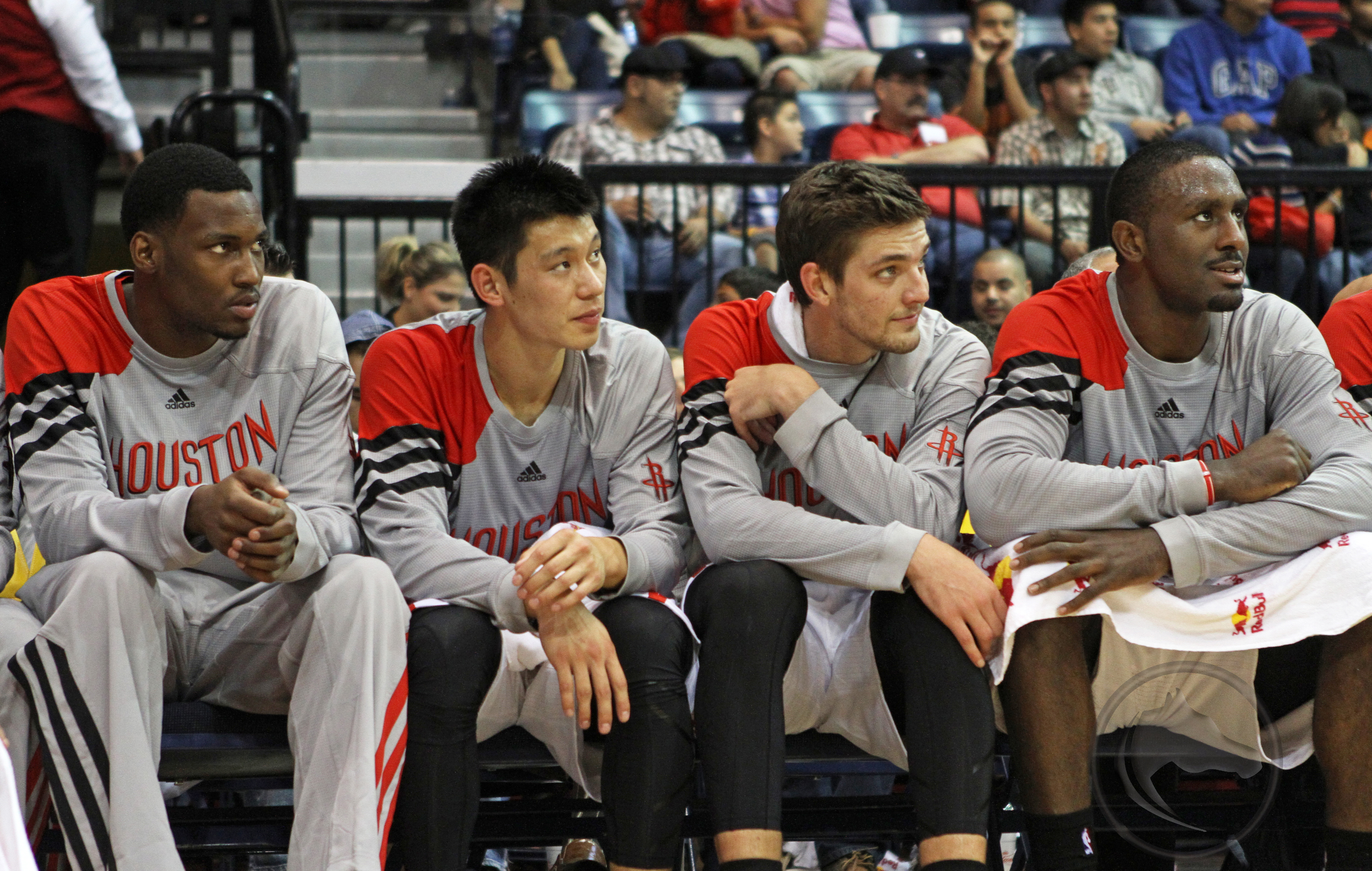
Terrence Jones, Jeremy Lin, Chandler Parsons et Patrick Patterson

Après les mouvements de l'effectif effectués par Morey pendant l'intersaison 2012, il ne restait plus que quatre joueurs dans l'effectif des Rockets : Chandler Parsons, Greg Smith, Marcus Morris et Patrick Patterson. L’acquisition la plus importante a été le sixième homme de l’année en titre James Harden, que Morey a qualifié de joueur « fondateur » et qui devrait être le joueur vedette de Houston après un rôle de sixième homme au Thunder d'Oklahoma City. Harden a eu un impact immédiat pour les Rockets, avec 37 points, 12 passes décisives, 6 rebonds, 4 interceptions dans le match d'ouverture de la saison contre les Pistons de Détroit et une moyenne de 25,9 points par match pendant la saison. Combinant la performance de Harden et le jeu offensif de McHale, les Rockets sont devenus l’une des meilleures attaques de la NBA. Dans les playoffs, les Rockets sont tombés face au Thunder d'Oklahoma City au premier tour, perdant la série 4-2.

#### 2013-2016: Duo avec Dwight Howard
Désireux d’ajouter un autre joueur de la franchise à leur équipe, les Rockets ont acquis Jeremy Lin pendant l'intersaison, le premier américain d’origine taïwanaise et chinoise à jouer au sein de la NBA. Les Rockets marquent un gros coup en officialisant l'arrivée de Dwight Howard le 5 juillet 2013. Menés par la nouvelle combinaison Howard-Harden, et avec un solide soutien incluant Chandler Parsons, Jeremy Lin et Ömer Aşık, les Rockets devaient se lancer dans la course au titre la saison suivante. Cependant, lors des playoffs, les Rockets ont été défaits au premier tour par les Trail Blazers de Portland, perdant la série 4-2 sur un tir au buzzer de Damian Lillard.

Pourtant, au cours de la saison 2014-2015, sans Lin et Parsons mais renforcés par Trevor Ariza, les Rockets ont bien commencé la saison, remportant les quatre premiers matchs de la saison pour la première fois depuis 1996-1997 et remportant chacun de leurs six premiers matchs par 10 points ou plus. C'était la première équipe à accomplir cette performance depuis les Nuggets de Denver de 1985-1986. Bien que les Rockets aient perdu de nombreux joueurs clés tout au long de la saison, James Harden a su garder les Rockets au sommet de la conférence, le transformant en candidat au titre de MVP. Il est devenu le premier Rocket à marquer 50 points dans un match depuis Hakeem Olajuwon, ainsi que le seul joueur de l’histoire de la franchise à enregistrer plusieurs matchs de 50 points en une saison. Le 15 avril 2015, les Rockets ont battu le Jazz pour remporter leur tout premier titre de la division Sud-Ouest et le premier titre de division depuis 1994. Pendant les playoffs, les Rockets ont battu les Mavericks de Dallas, 4-1 au premier tour et ont remonté un déficit de 3-1 contre les Clippers de Los Angeles pour remporter les demi-finales de conférence et revenir en finale de conférence pour la première fois en 18 ans. Lors des finales de conférence, les Rockets ont été défaits par les Warriors de Golden State, 4-1.

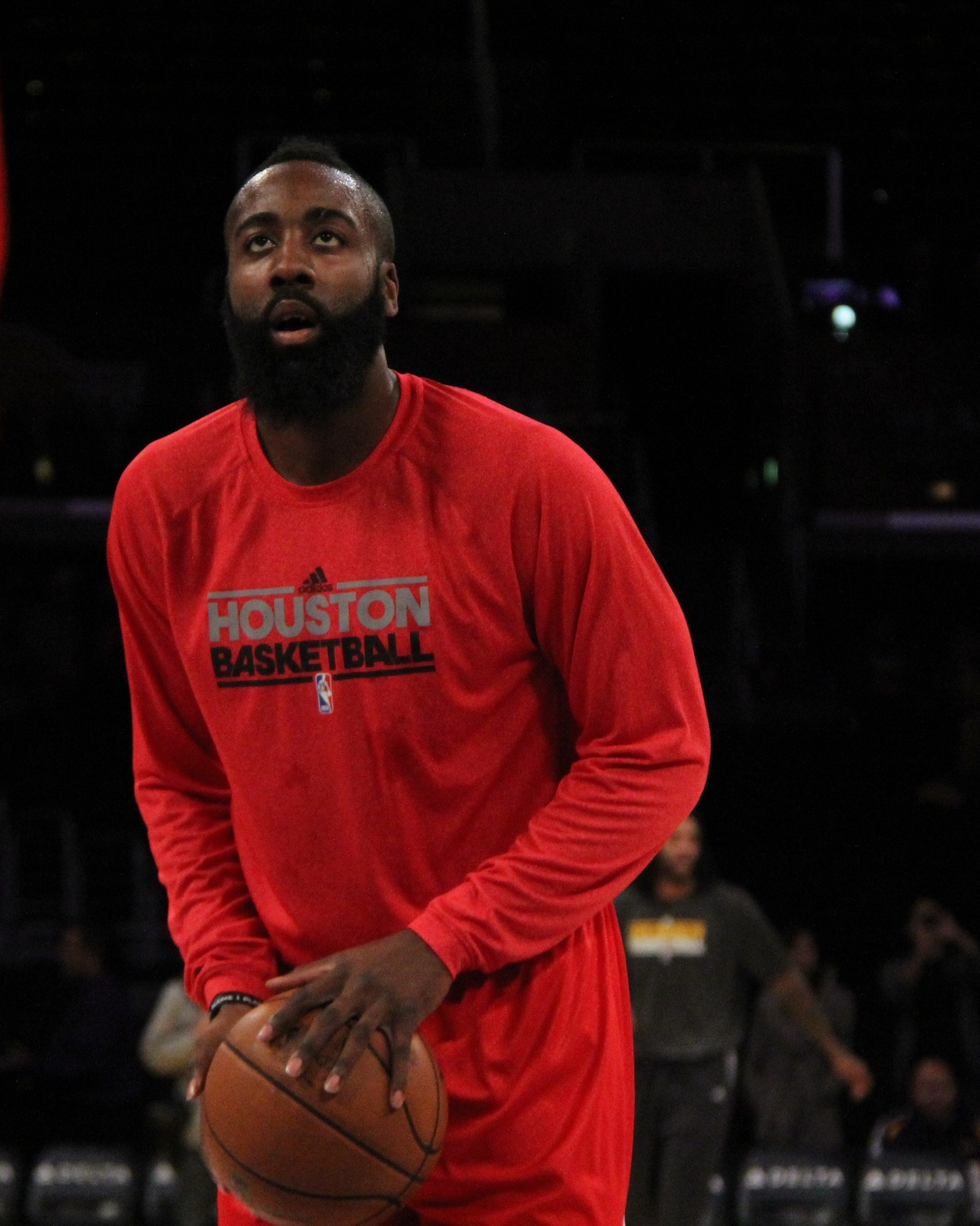
James Harden

La saison 2015-2016 est difficile pour Houston qui accroche malgré tout les playoffs en se classant 8e de la Conférence Ouest avec un bilan neutre, 41-41, malgré un très bon James Harden à 29 points, 7,5 passes décisives et 6,1 rebonds de moyenne par match. Ils rencontrent au premier tour les Warriors de Golden State, qui viennent de battre le record de victoires en saison régulière. Après 2 premières défaites, ils remportent le 3e match mais finiront par céder le 4e et le 5e et seront éliminés des playoffs.
Durant l'intersaison 2016, Mike D'Antoni a été nommé nouvel entraîneur des Rockets, et Dwight Howard a choisi de ne pas honorer sa dernière année de son contrat, devenant un agent libre. Les Rockets ont alors cherché à embrasser les styles de jeu de l’entraîneur D’Antoni et Harden par les signatures de Ryan Anderson et Eric Gordon, deux joueurs axés sur le tir à trois points.
Au début de la saison 2016-2017, Harden avait pris un excellent départ et était largement considéré comme leun sérieux candidat au titre de MVP avec Kawhi Leonard, aux côtés de son ancien coéquipier Russell Westbrook. À la fin de la saison, les Rockets étaient troisièmes de leur conférence, ce qui représente une amélioration importante par rapport à la saison précédente. D’Antoni a été nommé entraîneur de l’année, Eric Gordon fût élu sixième homme de l’année, et Harden a terminé deuxième au titre de MVP derrière Russell Westbrook, qui affichait une saison historique en triple-double de moyenne, enregistrant 42 triple-doubles sur la saison, constituant un record. Lors des playoffs, les Rockets ont affronté le Thunder d'Oklahoma City, remportant la série 4-1. Lors du tour suivant, Houston a commencé avec une victoire de 27 points sur les Spurs de San Antonio, mais a perdu les deux matchs suivants, puis a égalé la série à 2-2. Le cinquième match s’est poursuivi en prolongation et Manu Ginóbili a contré James Harden à la dernière seconde, donnant la victoire aux Spurs. Nenê subit une blessure et sans lui les Rockets n’ont pas pu maîtriser LaMarcus Aldridge, qui a marqué 34 points et pris 12 rebonds dans le match de clôture de la série.
En septembre 2017, la franchise achetée 85 millions de dollars par Leslie Alexander en 1993 est revendue à Tilman Fertitta pour la somme record de 2,2 milliards de dollars.

#### 2017-2019: Duo avec Chris Paul
Durant l'intersaison, Houston réalise un gros coup en recrutant le meneur star des Los Angeles Clippers, Chris Paul permettant à la franchise d'assurer défensivement, leur plus gros point faible avant son arrivée, recrutant aussi Gerald Green des Celtics de Boston. Même si Paul a raté de nombreux matchs en raison d’une blessure au genou, il a été un ajout clé aux Rockets. L’équipe a terminé la saison avec 65 victoires, un record dans l’histoire de la franchise. Houston réalise une excellente saison en se classant 1er de la Conférence Ouest aux dépens des Warriors de Golden State, qui avait jusque-là fini à la première place de la conférence pendant 4 ans. Cette excellente saison collective, associée à une saison individuelle statistique de haut niveau permettent à James Harden de remporter son premier titre de MVP de la saison régulière.
Lors des playoffs, Houston a battu les Timberwolves du Minnesota et le Jazz de l'Utah en cinq matchs avant une nouvelle confrontation avec les Warriors de Golden State. Dans le cinquième match des finales de la conférence, les Rockets ont pris une avance de 3-2 dans la série, mais ils ont vu Chris Paul finir sa saison sur une blessure aux ischio-jambiers. Son absence a été ressentie sur les deux matchs restants, où Houston a mené à la mi-temps dans le match 7 avant de subir un retour par Golden State, symbolisant l'élimination de la franchise texane.
Les Rockets avaient un choix de draft et l’ont utilisé pour sélectionner De'Anthony Melton, l'incluant dans un échange avec les Suns de Phoenix aux côtés de Ryan Anderson pour recevoir Brandon Knight et Marquese Chriss. En période d'agent libre, ils ont signé James Ennis III, Michael Carter-Williams et Carmelo Anthony. Ils ont commencé la saison avec un bilan de 1-4, et après 13 matchs ils étaient à 6-7. Houston et Anthony ont mutuellement convenu de se séparer, il a finalement été échangé aux Bulls de Chicago. Après être tombé au 14e rang de la conférence Ouest, James Harden a établi une série de 32 matchs en marquant au moins 30 points par match, soit la deuxième série la plus longue de l’histoire de la NBA derrière les 65 matchs de Wilt Chamberlain, avec une moyenne de 41,1 points par match. Il a mené les Rockets vers une remontée au classement et après avoir commencé la saison à 11-14, les Rockets ont terminé la saison à 42-15, remportant 20 de leurs 25 derniers matchs. Cela leur a permis de terminer 4e de la conférence. Après ce qui a été jugé être des ajustements pauvres au niveau de la période d'agents libres, en plus des blessures, Daryl Morey a établi des échanges à la date limite et a acquis Austin Rivers, Kenneth Faried, Danuel House, et Iman Shumpert. Durant la saison, ils ont battu leur propre record pour le plus grand nombre de trois points inscrits par une équipe dans un seul match avec 27 paniers. Les Rockets remportent un titre de division et une place en playoffs pour une 7e apparition consécutive. Après avoir battu le Jazz de l'Utah en cinq matchs, Houston a affronté Golden State pour la 4e fois en cinq ans. La série a commencé avec des décisions arbitrales très controversées dans le premier match, recevant des critiques ciblées par de nombreux fans, joueurs, managers généraux et propriétaires de la ligue. Avec les deux équipes remportant leurs matchs à domicile, menant la série à 2-2, Golden State a remporté les deux matchs suivants pour éliminer les Rockets pour la deuxième année consécutive.

#### 2019-2020: Duo avec Russell Westbrook
Durant l'intersaison 2019, Morey procède à une refonte de l'effectif. Dans le cadre d’un échange avec le Thunder d'Oklahoma City, les Rockets échangent Chris Paul et des futurs choix de draft afin d'acquérir l’ancien coéquipier de James Harden au Thunder, Russell Westbrook. À l’approche de la date limite des échanges de la saison 2019-2020, les Rockets participent à un échange à quatre équipes, qui vise à ramener Robert Covington aux Rockets et à envoyer les pivots Clint Capela et Nenê aux Hawks d'Atlanta. L'échange est réalisé dans le but d'établir une stratégie de jeu basée sur le small ball. Dans leurs douze premiers matchs depuis qu’ils ont des joueurs de moins de 2,03 mètres, les Rockets ont un bilan de 10-2. En février, les deux derniers MVP, Westbrook et Harden, sont devenus les premiers coéquipiers à inscrire chacun plus de trente points par match et à distribuer cinq passes décisives depuis Shaquille O'Neal et Kobe Bryant en février 2001.
Malheureusement, la saison s'arrête le 13 mars 2020 à cause de la pandémie mondiale du CoVid-19. Elle reprend plus tard, le 30 juin, dans une bulle sanitaire à Orlando. 22 équipes (9 de l'est et 13 de l'ouest) y participent afin de disputer chacune 8 matches de saison régulière puis d'enchaîner sur des playoffs, avec un format habituel. Les Rockets sont invités dans la bulle et finissent champion de leur division et quatrièmes de la conférence avec un bilan de 44-28.
Au premier tour, les Rockets affrontent le Thunder d'Oklahoma City, la franchise où figure l'ancien meneur des Rockets, Chris Paul. La série sera relevée et se termine par un Game 7 dont les Rockets sortent vainqueur notamment avec un contre de Harden à la dernière seconde sur Luguentz Dort. En demi-finale de conférence, les Rockets affrontent les Lakers de Los Angeles du duo LeBron James et Anthony Davis. Malgré une victoire lors du premier match, les Rockets perdent les quatre matchs suivants. Cette série est perturbée par l'affaire Danuel House. L'ailier des Rockets élément fiable du cinq majeur a ramené une personne inconnue dans la bulle alors que cela était interdit par crainte du virus. Il sera suspendu lors des matchs 3 et 4 puis exclu au cinquième match.

#### 2020-2021: Départ de Harden et changement radical
À l'aube de la saison régulière, Mike D'Antoni informe les Rockets qu’il ne prolonge pas en tant qu’entraîneur principal de l'équipe après quatre saisons. Il est remplacé le 30 octobre par le coach rookie en NBA Stephen Silas. Juste avant lui le 15 octobre, c'est le général manager Daryl Morey qui démissionne lui qui était l'artisan principal de l'ère Harden et des récents succès de l'équipe. Il est remplacé par le général manager rookie lui aussi Raphaël Stone. Alors que l'équipe arrive notamment à recruter Christian Wood, Russell Westbrook est transféré vers les Wizards de Washington en échange de John Wall et un tour de draft. Alors que la saison régulière est sur le point de démarrer, l'incertitude règne autour de James Harden qui demande son transfert. Le 13 janvier 2021, un trade blockbuster est effectué et Harden est transféré au Nets de Brooklyn en échange de Victor Oladipo en provenance des Pacers de l'Indiana, Dante Exum des Cavaliers de Cleveland, Rodions Kurucs des Nets, ainsi que 3 choix de draft et 4 de draft swaps avec les Nets. Ce transfert marque la fin de l'ère James Harden a Houston où l'équipe n'aura jamais loupé les play-offs et aura atteint deux fois les finales de conférence.

### Depuis 2021: L'ère post Harden et reconstruction totale

#### 2021-2023: Reconstruction par la draft

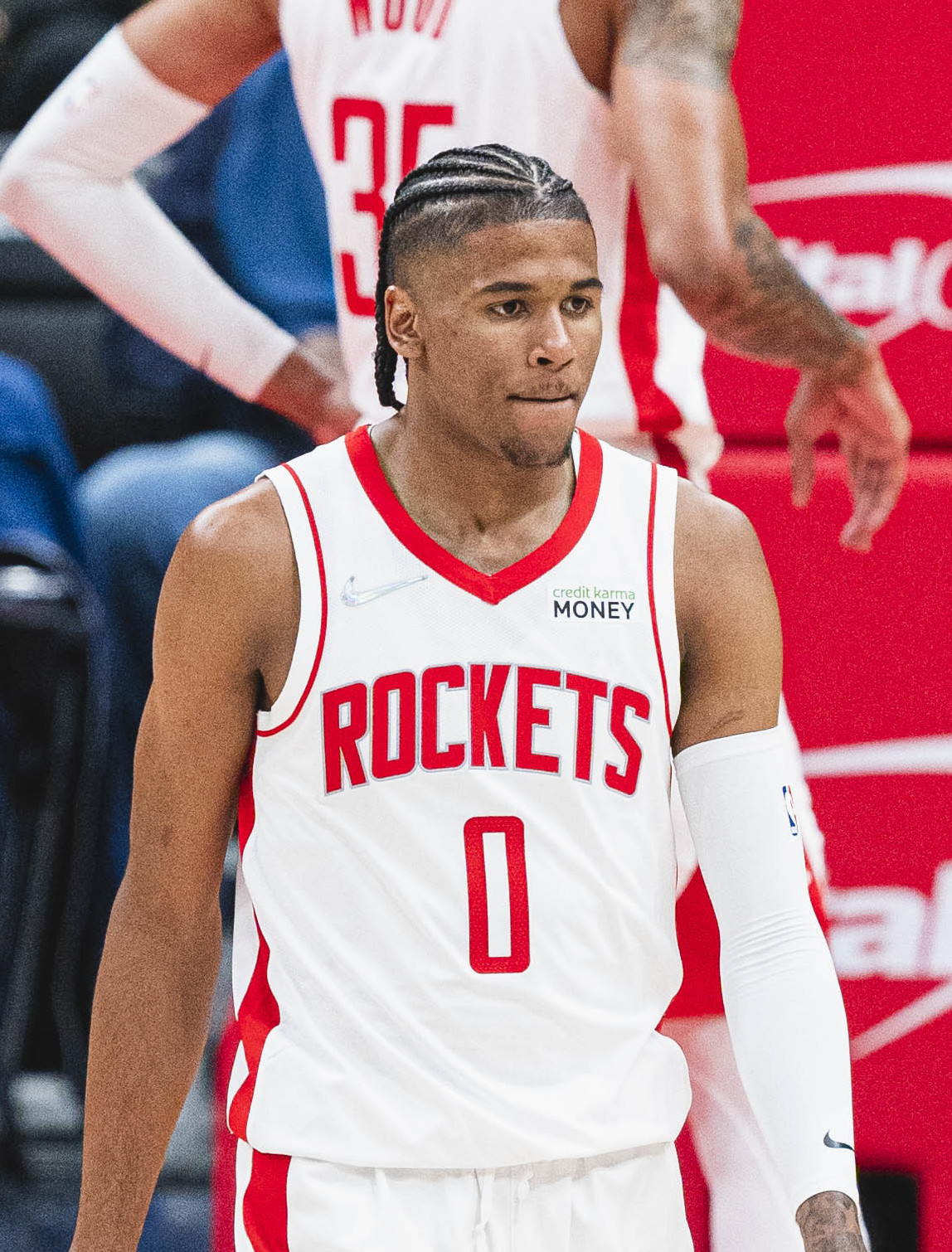
Jalen Green

L'équipe arrive à garder un bilan équilibré de 11-10 malgré le départ de Harden, mais enchaîne par la suite avec une série de 20 défaites d'affilée. C'est seulement la 8e équipe de l’histoire de la NBA à perdre 20 matchs consécutifs lors d'une saison régulière. À la trade deadline, Victor Oladipo monnaie d'échange principale du transfert de Harden, est échangé vers le Heat de Miami contre Kelly Olynyk et P. J. Tucker est envoyé aux Bucks de Milwaukee. Les Rockets terminent la saison à la dernière place de la ligue avec un bilan de 17-55 (bilan raccourci par rapport à la pandémie mondiale du CoVid-19). C'est le deuxième pire bilan de la franchise depuis la saison à 14 victoires en 1982-1983.
Grâce à ce faible bilan, les Rockets obtiennent durant l'intersaison lors de la loterie annuelle, le 2e choix de la draft 2021 ainsi que le 16e choix via Thunder d'Oklahoma City, le 23e choix, et le 24e choix. Les Rockets draftent respectivement Jalen Green, Alperen Şengün, Usman Garuba et Josh Christopher.
Durant la saison 2021-2022 les Rockets deviennent la première équipe tout sports américains confondu à enchaîner une série de 15 défaites d'affilée et juste après une série de 7 victoires d'affilée. Les Rockets finissent la saison pour la deuxième fois d'affilée avec le pire bilan de la ligue (20-62).
Les Rockets possèdent donc pour la draft 2022, le 3e choix et le 17e choix ainsi que le 26e choix acquis dans le transfert de Christian Wood aux Mavericks de Dallas. Les Rockets draftent donc respectivement Jabari Smith Jr., Tari Eason et TyTy Washington.
Le 28 juin 2022, un accord pour un buy-out est trouvé entre John Wall et les Rockets, lui qui n'a pas joué une minute lors de la saison.
La saison 2022-2023 est comme les précédentes, basée sur le développement des jeunes tout en essayant d'avoir le meilleur choix de draft possible via la lottery. Houston finit à nouveau dernier de l'Ouest avec un bilan de 22 victoires et 60 défaites. Le dernier joueur de l'ère Harden, Eric Gordon, est transféré au Clippers de Los Angeles.
L'objectif de Houston comme beaucoup d'autres équipes cette saison, était de tout faire pour avoir le premier choix de la draft 2023 car cette cuvée possède l'un des plus grands espoirs de l'histoire du basket-ball en la personne de Victor Wembanyama.
Cependant les Rockets obtiennent le 4e choix et le 20e choix avec lesquels ils choisissent Amen Thompson et Cam Whitmore.

#### Depuis 2023: De nouvelles ambitions avec Ime Udoka
Après 3 années difficiles, les Rockets décident de se séparer de leur entraîneur Stephen Silas, lui qui n'a jamais réussi à faire passer un cap a cette équipe.
Le nouvel entraîneur est Ime Udoka, entraîneur finaliste NBA avec les Celtics et reconnu pour faire progresser les joueurs, notamment sur le plan défensif, le principal défaut des Rockets sous Silas. Avec ce nouvel entraîneur, Houston est agressif sur le marché des transferts avec les départs de Josh Christopher, Usman Garuba, TyTy Washington ou encore Kenyon Martin Jr. dans le but de faire de la place dans l'effectif et accueillir des joueurs plus expérimentés. C'est ainsi que Fred VanVleet, Dillon Brooks, Jock Landale et Jeff Green sont recrutés. Les résultats finissent par payé dès la première saison de Udoka en 2023-2024 avec un bilan à l'équilibre de 41 victoires et 41 défaites mais seulement une 11e place dans la conférence Ouest, et une non participation au Play In Tournament même si malgré cela, Alperen Sengun finira 2e du MIP derrière Tyrese Maxey. Les Rockets obtiennent en plus de cela le 3e choix de la draft 2024 grâce au pick des Brooklyn Nets, ils choisissent Reed Sheppard.

## Identité de la franchise

### Logos

Logos des Rockets à San Diego
Période à San Diego de 1967 à 1971.

Logos des Rockets à Houston
De 1971 à 1972.
De 1972 à 1995.
De 1995 à 2003.
De 2003 à 2019.
Depuis 2019.

### Maillots
Depuis que Nike fournit l'ensemble des tenues aux équipes de NBA, en 2017, les maillots « domicile » et « extérieur » ont été remplacés par une collection plus fournie, pouvant servir aussi bien en déplacement qu'à domicile, portant les noms « association », « icon », « statement » et « city », et pour certaines équipes en plus une version « classic » reprenant le design d'anciens maillots. Les équipes qualifiées pour les playoffs 2019 et 2020 se sont vues dotées d'une tenue supplémentaire, dénommée « earned ».

## Palmarès
- Champion NBA (2) : 1994 et 1995.
- Champion de la Conférence Ouest (4) : 1981, 1986, 1994 et 1995.
- 9 titres de champion de division au total :
  - Champion de la Division Centrale (1) : 1977.
  - Champion de la Division Midwest (3) : 1986, 1993 et 1994.
  - Champion de la Division Sud-Ouest (5) : 2015, 2018, 2019, 2020 et 2025.

## Meilleurs marqueurs de l'histoire de la franchise
| Place                                                                                        | Nom du joueur                         | Pays       | Points |
| -------------------------------------------------------------------------------------------- | ------------------------------------- | ---------- | ------ |
| 1er                                                                                          | Hakeem Olajuwon 1984 - 2001           | États-Unis | 26 511 |
| 2e                                                                                           | James Harden 2012 - 2021              | États-Unis | 18 365 |
| 3e                                                                                           | Calvin Murphy 1970 - 1983             | États-Unis | 17 949 |
| 4e                                                                                           | Rudy Tomjanovich 1970 - 1981          | États-Unis | 13 383 |
| 5e                                                                                           | Elvin Hayes 1968 - 1972 / 1981 - 1984 | États-Unis | 11 762 |
| 6e                                                                                           | Moses Malone 1976 - 1982              | États-Unis | 11 119 |
| 7e                                                                                           | Yao Ming 2002 - 2011                  | Chine      | 9 247  |
| 8e                                                                                           | Robert Reid 1977 - 1988               | États-Unis | 8 823  |
| 9e                                                                                           | Mike Newlin 1971 - 1979               | États-Unis | 8 480  |
| 10e                                                                                          | Otis Thorpe 1988 - 1995               | États-Unis | 8 177  |
| Dernière mise à jour : 13 janvier 2021 En gras : Joueurs évoluant toujours dans la franchise |                                       |            |        |

## Records individuels de la franchise
| Statistique                                                                                  | Nom du joueur   | Nombre                 |
| -------------------------------------------------------------------------------------------- | --------------- | ---------------------- |
| Meilleur marqueur                                                                            | Hakeem Olajuwon | 26 511 points          |
| Meilleure moyenne Points/Match                                                               | James Harden    | 36,1 points/match      |
| Meilleur passeur                                                                             | James Harden    | 4 796 passes décisives |
| Meilleure moyenne Passes/Match                                                               | James Harden    | 11,2 passes/match      |
| Meilleur rebondeur                                                                           | Hakeem Olajuwon | 13 382 rebonds         |
| Meilleure moyenne Rebonds/Match                                                              | Moses Malone    | 15,0 rebonds/match     |
| Meilleur contreur                                                                            | Hakeem Olajuwon | 3 740 contres          |
| Meilleur intercepteur                                                                        | Hakeem Olajuwon | 2 088 interceptions    |
| Meilleur pourcentage au tir                                                                  | Clint Capela    | 63,0 %                 |
| 3 points marqués                                                                             | James Harden    | 2 029 tirs             |
| Meilleur pourcentage à 3 points                                                              | Kenny Smith     | 40,7 %                 |
| Lancers-francs marqués                                                                       | James Harden    | 5 544 tirs             |
| Meilleur pourcentage au lancer-franc                                                         | Rick Barry      | 94,1 %                 |
| Matchs joués                                                                                 | Hakeem Olajuwon | 1 177 matchs           |
| Dernière mise à jour : 13 janvier 2021 En gras : Joueurs évoluant toujours dans la franchise |                 |                        |

## Maillots retirés
- 6 - Bill Russell.
- 11 - Yao Ming.
- 22 - Clyde Drexler.
- 23 - Calvin Murphy.
- 24 - Moses Malone.
- 34 - Hakeem Olajuwon.
- 44 - Elvin Hayes.
- 45 - Rudy Tomjanovich.